# Piotr Sosnowski
Piotr Sosnowski (ur. 10 stycznia 1899 w Bielczynach, zm. 27 października 1939 w Rudzkim Moście) – Sługa Boży Kościoła katolickiego, polski prezbiter katolicki.

## Życiorys
Był synem Ignacego i Barbary (z d. Kamińskiej). Uczył się w gimnazjum w Chełmnie. Studiował na Wyższym Seminarium Duchownym w Pelplinie i tam 17 czerwca 1923 r. przyjął święcenia kapłańskie. Od września 1923 do sierpnia 1925 był wikariuszem w parafii pw. św. Katarzyny Aleksandryjskiej w Sypniewie. Później został profesorem Collegium Marianum. 
Dnia 14 grudnia 1934 r. został administratorem parafii w Bysławiu, gdzie pełnił też obowiązki dziekana dekanatu tucholskiego.
Po wybuchu II wojny światowej, w wyniku masowych aresztowań po podpaleniu niemieckiego gospodarstwa w Piastoszynie ks. Piotr Sosnowski został pojmany, a dzień później rozstrzelany 27 października 1939 r. w Rudzkim Moście k. Tucholi.
Jest jednym z 122 Sług Bożych, wobec których 17 września 2003 roku rozpoczął się proces beatyfikacyjny drugiej grupy męczenników z okresu II wojny światowej. Etap krajowy procesu zakończył się 24 maja 2011 roku w Pelplinie. Obecnie jest kontynuowany przez Kongregację Spraw Kanonizacyjnych w Rzymie.